# وشم قرنية العين

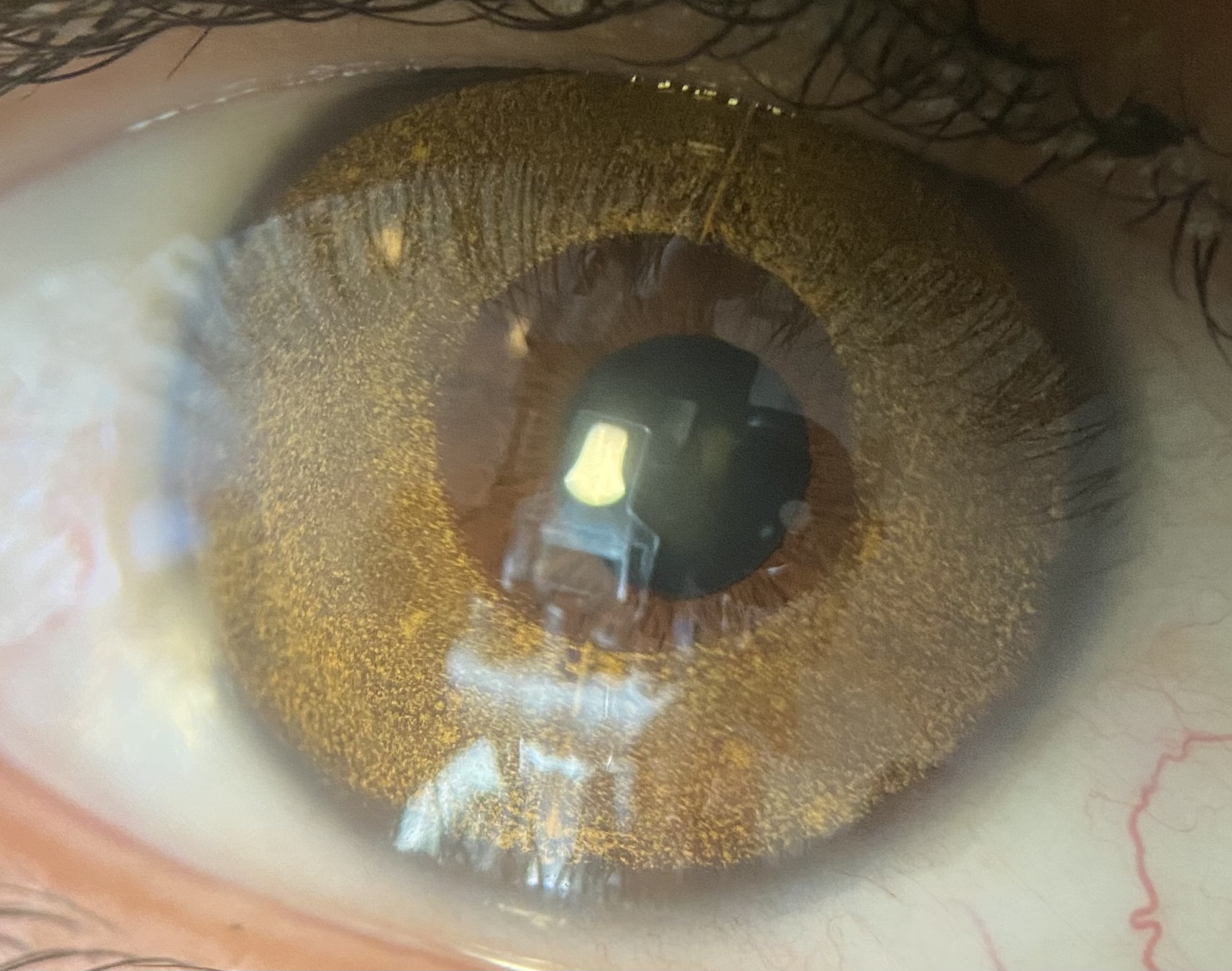
وشم القرنية باستخدام ليزر الفيمتو ثانية. لون ذهبي عسلي

وشم قرنية العين (بالإنجليزية: Corneal tattooing)‏ المعروف أيضاً بتصبغ القرنية (بالإنجليزية: keratopigmentation)‏ هو عملية وشم قرنية العين البشرية. تشمل أسباب هذه الممارسة تحسين المظهر الجمالي وتحسين الرؤية. توجد اليوم العديد من الطرق والإجراءات المختلفة، وهناك آراء متنوعة بشأن سلامة أو نجاح هذه الممارسة.

## أسباب وشم القرنية
تختلف أسباب أو دواعي وشم القرنية من مريض لآخر. يتلقى معظم المرضى العلاج لتغيير المظهر الجمالي لأعينهم بعد مرض أو حادث. ويتلقى آخرون العلاج لأغراض بصرية، بما في ذلك تقليل الوهج المحيط داخل القزحية. تُعد عتامة القرنية السبب الرئيسي للخضوع للوشم التجميلي.

### أغراض تجميلية ترميمية
السبب الرئيسي لوشم القرنية هو تغيير مظهر العين تجميليًا. عادةً ما تنبع الحاجة إلى هذا التغيير من عتامة القرنية. قد يكون سبب عتامة القرنية (تندب القرنية الذي يُكوّن منطقة معتمة أو شبه شفافة على العين) هو اللوكوما (سرطان القرنية)، أو التهاب القرنية، أو إعتام عدسة العين. يمكن أن تكون هذه العتامات مزعجة تجميليًا للمرضى في حياتهم اليومية. يمكن أن يُعدل وشم القرنية تغير لونها، فتمتزج العتامة مع لون العين الطبيعي. يتفق معظم الأطباء على أن هذا الإجراء يجب أن يُجرى فقط على المرضى الذين فقدوا بصرهم أو الذين لا يتوقعون استعادته.

### الأغراض البصرية
أحياناً، يُجرى وشم القرنية عندما يُحتمل أن يُحسّن البصر. وفقًا للدكتور صموئيل لويس زيجلر، تشمل دواعي العلاج المهق أو البرص، وانعدام القزحية، وثلامة العين (الكلوبوما)، وانفصال القزحية، والقرنية المخروطية، أو السدم المنتشرة في القرنية. يُجرى وشم القرنية أيضًا على المرضى الذين لا يزالون يتمتعون بالرؤية لتقليل الوهج العرضي المرتبط باستئصال القزحية الكبير أو فقدان القزحية بسبب الصدمات.

### الأغراض الجمالية
تصبغ القرنية لأغراض جمالية هو تدخل يُجرى للمرضى الذين يرغبون في تغيير لون عيونهم. استُخدمت هذه التقنية لأول مرة لأغراض تجميلية بحتة على العيون السليمة بواسطة فرانسيس فيراري.

## التاريخ
يُمارس وشم القرنية منذ ما يقرب من 2000 عام، ذُكر لأول مرة في التاريخ بواسطة جالين، طبيب من القرن الثاني الميلادي.

### الممارسة القديمة
وصف جالينوس البرغامي، الطبيب الفيلسوف اليوناني، وشم القرنية لأول مرة عام 150 ميلاديًا، ووصف أيتيوس الإجراء نفسه لاحقًا عام 450 ميلاديًا كمحاولة لإخفاء عتامات العين البيضاء. كان كلا الطبيبين يكويان سطح القرنية باستخدام أداة حادة مسخنة. بعد الكي، كانوا يضعون الصبغة على العين باستخدام مجموعة متنوعة من الأصباغ، مثل مسحوق الجوز والحديد أو مسحوق لحاء الرمان الممزوج بملح النحاس. كان هذا يصبغ القرنية، مُصححًا المظهر الجمالي للمريض. ذكرت مصادر أخرى أن جالينوس ربما استخدم كبريتات النحاس. هذا الإجراء استُخدم فقط على المرضى الذين يعانون من ورم قبيح غير مرغوب فيه في القرنية.

### تطور الإجراءات
بعد إشارة جالينوس لوشم القرنية في القرن الثاني، لم تُذكر هذه الممارسة حتى عام 1869، عندما قدّم جراح تجميل العيون لويس دي ويكر طريقة جديدة. كان دي ويكر، كما كان يُعرف أيضًا، أول من استخدم الحبر الهندي الأسود لوشم ورم القرنية. وضع الكوكايين على العين كمخدر موضعي، وغطى القرنية بمحلول كثيف من الحبر، وأدخل الصبغة في نسيج القرنية بشكل مائل باستخدام إبرة محززة. أثرت طريقته علي جميع الطرق اللاحقة. يستشهد زيجلر بالعديد من الأطباء الذين ساهموا في تطوير وشم القرنية. ابتكر بعضهم أدوات جديدة لتحسين عملية الوشم. قدم تايلور إحدى هذه الطرق. ابتكر مجموعة من الإبر لوشم العين، بدلاً من استخدام إبرة واحدة؛ وجد دي ويكر أن هذه الطريقة أكثر عملية. في عام 1901، قدم نيدن طريقة تستخدم إبرة وشم مستوحاة من فكرة قلم الحبر، أو شيء مشابه لقلم إديسون الكهربائي. وجد أن هذه الإبرة الكهربائية تعمل بشكل أسرع وأكثر موثوقية من الطرق التقليدية للوشم. استخدم طبيب آخر، أرمينياك، قمعًا صغيرًا ثبته على القرنية بثلاث نقاط صغيرة. ثم كان يضع حبرًا صينيًا في الأداة ويوشم بالإبرة.  ادّعى أرمينياك أن طريقته أنتجت حدقة عين مستديرة تمامًا في جلسة واحدة. أطباء آخرون، مثل فيكتور موراكس، لم يصبغو القرنية، بل غيّروا مظهرها باستخدام طرق أخرى. قسّم موراكس نسيج القرنية إلى طبقتين عموديتين، وأدخل مادة التلوين تحت رفرف السويقة، ووضع ضمادة ضاغطة على العين. قُدّمت طرق مختلفة عبر التاريخ، وتطورت مجتمعةً إلى عدة طرق سائدة أثبتت فعاليتها حتى الآن.

## الأساليب
يوجد اليوم العديد من الأساليب المختلفة. بشكل عام، في معظم الإجراءات، تُوضع مادة الصبغة مباشرةً على القرنية. ثم يُدخل الطبيب الإبرة في العين لحقن الصبغة فيها. يتفق الأطباء على أن حقن الوشم يجب أن يكون داخل القرنية أو جانبيًا، مما يُعطي مظهرًا بلون موحد ويقلل من احتمالية تهيج العين. تختلف الطرق المستخدمة لوضع الحبر داخل القرنية. في إحدى هذه الطرق، يُدخل الطبيب الحبر في سدى القرنية عبر عدة ثقوب، مُغطيًا الإبرة بالحبر في كل مرة. وفي طريقة أخرى، يُغطي الطبيب إبرة ذات ثلاث حواف بالحبر قبل كل ثقب. ثم يُدخل الحبر في سدى القرنية الأمامي مع كل ثقب. أما صموئيل ثيوبالد، فكان يحقن العين أولًا بإبرة، ثم يُفرك الحبر بمكشطة دافيل. هذا من شأنه أن يمنع مجال العملية الذي غالبًا ما يكون غامضًا والمعروف لدى الأطباء الآخرين، كما يمنع الري المتكرر اللازم أحيانًا.
وهناك طريقة أخرى، قدمها عارف خان وديفيد ماير في مقال في المجلة الأمريكية لطب العيون، تقترح إزالة ظهارة القرنية أولاً. ثم يضع الطبيب قطعة من ورق الترشيح المنقوع في كلوريد البلاتين 2% على المنطقة لمدة دقيقتين، تليها قطعة أخرى من ورق الترشيح المنقوع في هيدرازين 2% لمدة 25 ثانية. مارس ويليام طومسون وشم القرنية بطريقة مشابهة لنيدن. استخدم قلمًا فولاذيًا صغيرًا من صنع جوزيف جيلوت، مع تحويل الرأس إلى سطح القطع. تستقبل الأسطوانة الحبر طوال العملية، مما يتجنب الحاجة إلى إعادة تعبئة الحبر أو استعادة الإبرة بالحبر.  ستتجنب هذه الطريقة عيوب الطرق الأخرى التي كان الحبر فيها يعيق قدرة الطبيب على التحكم في مكان انتشاره، مما يعيق رؤية القرنية للطبيب. توجد اليوم مجموعة كبيرة من الطرق بتقنيات وأدوات متنوعة.

### الأحبار
استُخدمت أنواع عديدة من الأحبار عبر التاريخ وحتى اليوم لصبغ القرنية. يُعد الحبر الهندي اليوم الأكثر استخدامًا، حيث يوفر تأثيرات آمنة وطويلة الأمد، لكن الأصباغ الأخرى تشمل ألوانًا معدنية على شكل مسحوق، وأصباغًا عضوية متنوعة، وصبغة عنبية من عيون الحيوانات. توجد طريقتان مختلفتان: الصباغة بكلوريد الذهب أو البلاتين، والتشريب بالكربون. يقول والتر سيكوندو وآخرون، في المجلة البريطانية لطب العيون، إن الصباغة أسهل وأسرع من التشريب بالكربون، لكنها تتلاشى أسرع من الوشم غير المعدني. يستخدم الغرب الصباغة بشكل رئيسي. من الأصباغ الشائعة الاستخدام كلوريد البلاتين أو الذهب، اللذين يُعطيان صبغة سوداء داكنة. يشمل تشريب الكربون استخدام حبر هندي، وحبر صيني، وحبر أسود لامع، وأصباغ عضوية أخرى. تقول سنيجينا فاسيليفا وإيفجينيا هريستاكييفا، وهما عضوتان في هيئة التدريس بجامعات بلغارية، أن حبر الهند آمن ويدوم طويلًا عند تخفيفه بشكل صحيح، وهو الأكثر استخدامًا اليوم.

## المزايا والعيوب

### المزايا
تشمل بعض مزايا وشم القرنية النجاحَ وفترةَ تعافي قصيرة. يقول جي-يون لي وآخرون، في مقالٍ نُشر في مجلة أكتا لطب العيون الإسكندنافي: "قد يكون وشم القرنية عن طريق حقن الحبر الهندي داخل السدى في غشاء السلى طريقةً فعّالة للغاية لتحقيق نتائج تجميلية جيدة." غالبًا ما تكون هذه العملية ناجحةً للغاية وتقلل من التشتت التجميلي الناتج عن أي عتامة في القرنية. كما قد يُخفف وشم القرنية من وهج العين الناتج عن فقدان القزحية ويزيد من حدة البصر. كتب جيه. إن. روي، الأستاذ في جامعة مونتريال، في مجلة الجمعية الطبية الكندية: "لا يُنصح بوضع ضمادة على العين الموشومة؛ فالنظارات الملونة العادية كافية تمامًا." ويقتصر العلاج بعد العملية نفسها، وفقًا لروي، على النظارات الملونة.

### العيوب
من عيوب وشم القرنية صعوبة إجرائه ومخاطره. يُعد وشم القرنية إجراءً صعبًا للغاية لإجرائه بدقة. غالبًا ما يتلاشى لون المنطقة الموشومة مع مرور الوقت، ونادرًا ما يبقى أثره دائمًا. كما قد يتقلص حجم المنطقة الموشومة مع مرور الوقت. في بعض الأحيان، لا تكون النتائج كما هو متوقع، وقد تحتاج العين إلى إعادة وشمها. كما قد لا تدوم النتائج طويلًا بسبب الشقوق الجراحية المتعددة، وقد تُسبب الجروح المتعددة تآكل القرنية المتكرر. وأخيرًا، لا تستجيب جميع حالات سرطان القرنية للوشم. يقول ج. ن. روي: "لا تستجيب جميع حالات سرطان القرنية (اللوكوما) للتدخل الجراحي بنفس الدرجة، والذي يجب إجراؤه فقط على الحالات التي تظهر فيها ندبات قرنية قديمة وصلبة ومسطحة."
هناك أيضًا بعض المخاطر الكبيرة المرتبطة بوشم القرنية. احتمالية أن يُصاب المريض بالعمى نتيجةً لمحاولة إجراء العملية.  يشكو بعض المرضى من احمرار طفيف وشعور بوجود شيء ما في العين. قد لا يبقى الحبر في القرنية، مما قد يُسبب التهاب القرنية. تشمل المضاعفات الأخرى "التفاعل السام، والتهاب القزحية، وعيوبًا مستمرة في ظهارة القرنية، وتقرح القرنية".
قد يواجه الأطباء أيضًا مشاكل مثل بهتان اللون، وتقلص الحجم، والنتائج قصيرة الأجل.

## التطورات التكنولوجية
أدى التطور التكنولوجي إلى تراجع ممارسة وشم القرنية على مر السنين. وبدلاً من ذلك، تُستخدم بعض الطرق التالية لإخفاء أي ندبات في القرنية: زراعة القرنية، وتقنيات تقويم القرنية، والعدسات اللاصقة الملونة. كما قلل التطور التكنولوجي من احتمالية الإصابة بلوكوما القرنية الكثيفة، مثل العلاج الكيميائي، والمضادات الحيوية، وتجنب "الإجراءات العلاجات القوية". على الرغم من أن هذه التطورات التكنولوجية قد قللت من شعبية وشم القرنية، إلا أن البعض لا يزال يمارسه. يعتقد سيكوندو وآخرون أن الجمع بين التقنيات الحديثة والقديمة قد يزيد من شعبية الوشم في المستقبل. ومؤخرًا، وصف خورخي أليو تقنية تجمع بين تصبغ القرنية واستخدام ليزر الفمتوثانية في علاج ضمور القزحية الأساسي. اُستخدمت هذه التقنية لأول مرة لأغراض تجميلية بحتة على العيون السليمة بواسطة فرانسيس فيراري.

## الطرق بديلة
تُسمى طريقة برايت أوكولار (BrightOcular) لتغيير لون العين بشكل دائم، والتي تتحقق عن طريق وضع عدسة سيليكون اصطناعية فوق القزحية الأصلية. يمكن للعملاء الاختيار من بين مجموعة متنوعة من الألوان والتصاميم والصور المختلفة. كما تتيح هذه الطريقة إمكانية إزالة الزرعة لاحقاً لاستعادة لون العين الأصلي. تقنية الزراعة هذه تؤدي غالباً إلى مضاعفات خطيرة.